# Mongolernes invasion af Rus'
Mongolernes invasion af Rus' i 1200-tallet førte til Kievrigets endelige fald og begyndelsen på flere hundrede år med tatarsk styre i Rus'. Invasionen begyndte med slaget ved Kalka-floden (1223), men det var først med Batu Khans invasion i 1237-40, at mongolerne tog fuld kontrol. Det førte blandt andet til, at østslaverne begyndte at udvikle sig til tre separate folkegrupper og banede vejen for Storfyrstendømmet Moskvas ekspansion.

## 1223: Forvarslet
I 1206 blev Djengis Khan mongolernes storkhan, efter at det lykkedes ham at samle de mongolske nomadestammer under en central ledelse. Kort tid efter indledte han erobringstogter, og i 1210-årene underlagde de sig det nordlige Kina. Mongolerne fortsatte mod syd og vest, og i 1220 nåede de Samarkand og Det kaspiske hav. Herfra fortsatte de op igennem Kaukasus og drog ud på stepperne i det sydlige Rus'.
Ved Kalka-floden mødte mongolerne en Kijevrigets hærstyrke under fyrsterne Mstislav den modige og Mstislav III. Rus' hæren var dårligt forberedte, og slaget endte med en stor sejr til mongolerne. Kijevriget lå nu forsvarsløst, men af uklare årsager drog mongolerne mod øst igen. Invasionen kom overraskende for de russiske fyrster, og en samtidig krønike foretæller, at «om disse onde mongoler ved vi intet, hverken hvor de kommer fra eller hvor de har draget hen».

## Batu Khan og felttoget i 1237
Djengis Khan døde i 1223, og mongolerne brugte et par år på at genvinde deres tidligere styrke. Dette pusterum blev imidlertid sløset bort af rus' fyrstedømmerne, der brugte tiden på indre stridigheder snarere end på at forberede sig på næste bølge mongoler.
Batu Khan var Djengis Khans barnebarn og ledte sammen med Subotai invasionen af Europa i 1230-40'erne. Deres første mål i rus'-områderne var det volgabulgarske rige, som blev angrebet i efteråret 1236. Volgabulgarerne gav tabt efter et års kampe.
Det første rus' fyrstedømme, som mongolerne angreb, var Rjasan. Batu havde først bedt fyrsten om at overgive sig og blive en mongolsk vasal, men fyrsten bad i stedet Vladimir-Suzdal om hjælp til at forsvare sig mod angriberne. Hjælpen udeblev, og den 16. december 1237 omringede mongolerne Rjasan. Efter fem-seks dages kampe var byen besejret, og blev plyndret og brændt ned.
Længere nordpå fik storfyrste Jurij 2. af Vladimir omsider stablet en hær på benene. Vladimir-Suzdals hær blev imidlertid knust af mongolerne, som også tog en af storfyrstens sønner til fange. Mongolerne afbrændte Moskva og Kolomna, og rykkede frem mod Vladimir. Den 4. februar 1238 blev byen belejret, og allerede den 7. februar måtte den give op. Vladimir blev plyndret og afbrændt, mens storfyrsten flygtede mod nord og efterlod familien i flammerne. Jurij fik atter organiseret en hærstyrke, men i slaget ved Sit den 4. marts blev han dræbt og hæren udryddet. I løbet af vinterens felttog havde Batu og mongolerne erobret og ødelagt 14 rus' byer.

## Felttogene i Ukraine og Centraleuropa
Sommeren 1238 erobrede Batu Krim og pacificerede Mordovien. Vinteren 1239 ødelagde han Tjernihiv og Perejaslav. Horden erobrede Kijev i december 1240, og på trods af hård modstand fra Danilo Romanovitj, faldt Galicien-Volhynien med de to vigtige byer Halych og Volodimir-Volinskij. Mongolerne drog efterfølgende vest på ind i Polen, Bøhmen og Ungarn. Kraków og Breslau blev erobret i 1241, og den 9. april 1241 slog mongolerne en polsk styrke under ledelse af Henrik 2. den fromme ved Liegnitz. Der efter drog mongolerne syd over og gjorde sig klar til at erobre Vesteuropa, men nyheden om Ögedei Khans død gjorde, at hæren foretrak at vende tilbage til Mongoliet.

## Rus' under det mongolske åg
Rus' var under mongolsk styre i omtrent 250 år. Under Den Gyldne Hordes styre var Rus' fyrstendømmerne formelt uafhængige. På trods af at rus'-fyrstendømmer besejrede Den Gyldne Horde i Slaget ved Kulikovo i 1380, fortsatte det mongolske herredømme over dele af Rus' territorier, med krav om tribut, indtil Det store møde ved Ugra-floden i 1480, hvor mongolernes magt blev brudt, og Storfyrstendømmet Moskva udviklede sig under Ivan 3.s ledelse til det vigtigste russiske fyrstendømme.